# Massányi Viktor
Massányi Viktor (Ungvár, 1967. december 8. – 2016. január 22.) operaénekes (bariton).

## Életútja

### Tanulmányai
Trombita–zeneelmélet szakon érettségizett 1986-ban az Ungvári Zeneművészeti Szakközépiskolában. Egyetemi tanulmányait a Liszt Ferenc Zeneművészeti Főiskola Debreceni Konzervatóriumában végezte és 1995-ben kitüntetéssel diplomázott.

### Pályafutása és munkássága
A Debreceni Csokonai Színházban debütált ösztöndíjasként Vámos László 1993-as A varázsfuvola-rendezésében. 1994–1997 között a Pécsi Nemzeti Színház magánénekese volt. Itt mutatkozott be Figaro és Simon Boccanegra szerepében. 1997-től a Magyar Állami Operaház állandó vendégművésze. 2000–2003 között a Volksoper Wien tagja volt.
Oratóriumokban is fellép, több magyarországi és külföldi szimfonikus zenekar visszatérő vendégművésze. A Zempléni Művészeti Napok keretében Haydn Teremtésének Ádámát énekelte. Nevéhez fűződnek kortárs magyar zeneszerzők (Németh Amadé, Hidas Frigyes, Petrovics Emil, Durkó Zsolt, Vajda János) műveinek ősbemutatói és lemezfelvételei a Hungaroton Classicnál és a Magyar Rádiónál. Énekelte a Carmina Burana, a Cantata Profana és a Német requiem baritonszólamait. Munkásságában fontos szerephez jut a dalirodalom remekeinek előadása és hangfelvétele. Különösen Muszorgszkij, Ravel, Schumann és magyar zeneszerzők dalait tolmácsolja autentikusan.
Énekesi pályája során Európa számos országában, az Amerikai Egyesült Államokban, Japánban, Tajvanon, Törökországban, Mexikóban és Ománban hallhatta a közönség. Vendégszerepel a Kolozsvári Állami Magyar Operában.
Részvételével számos felvételt őriz a Magyar Televízió, a Magyar Rádió és a Hungaroton Classic. A Duna Televízió pedig – Petrovics Eszter rendezésében – művészportréfilmet készített róla.

### Halála
2016. január 22-én, 48 éves korában hunyt el rövid, súlyos betegség után.

## Fontosabb operaszerepei
- Csajkovszkij
  - A pikk dáma – Jeleckij herceg; Tomszkij gróf
- Erkel
  - Bánk bán – Petúr bán; II. Endre (ősváltozat)
- Gounod
  - Faust – Valentin
- Korngold
  - A holt város – Frank; Fritz
- Mozart:
  - Figaro házassága – Almaviva gróf
  - A varázsfuvola – Papageno
- Puccini:
  - Bohémélet – Marcello
  - Pillangókisasszony – Sharpless
  - Manon Lescaut – Lescaut hadnagy
- Rossini:
  - A sevillai borbély – Figaro
  - Hamupipőke – Dandini
- Verdi
  - A haramiák – Francesco
  - Rigoletto – címszerep
  - Simon Boccanegra – címszerep
  - Traviata – Georges Germont
  - Macbeth – címszerep
  - A végzet hatalma – Don Carlo
  - Attila – Ezio
  - A szicíliai vecsernye – Guido di Monforte
  - Nabucco - címszerep